# Svalnäsgravfältet

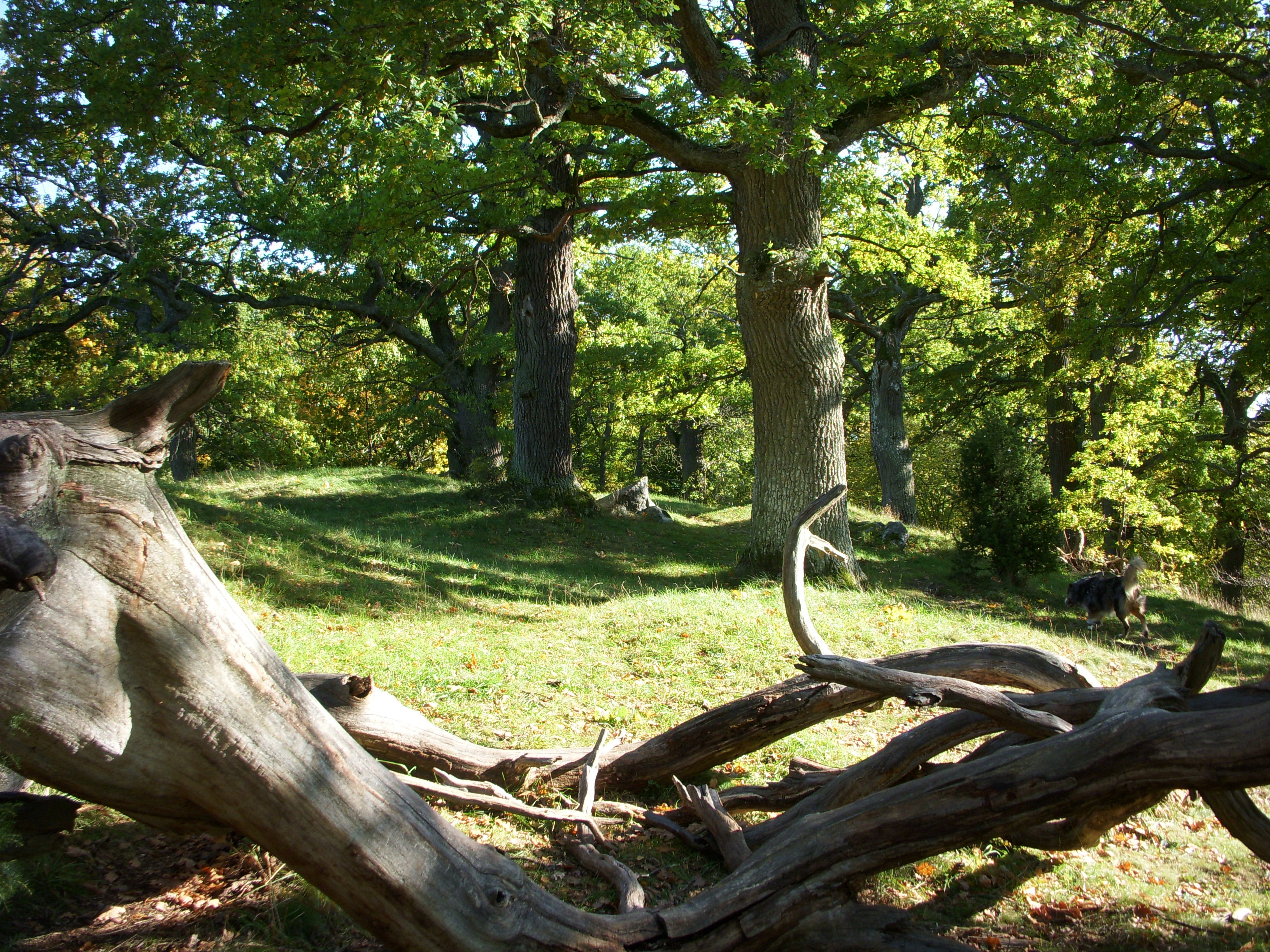
Svalnäsgravfältet, södra delen, 2008.

Svalnäsgravfältet är ett forntida gravfält i Svalnäs i norra Djursholm i Danderyds kommun med RAÄ-nummer Danderyd 104:1 och 105:1. Svalnäsgravfältet är Danderyds största och mest imponerande, sannolikt anlagt under yngre järnåldern, ca 500-1050 e. Kr. Namnet Svalnäs är sentida och namnet på den ursprungliga gården till vilken gravfältet en gång hörde är okänt.

## Beskrivning
Gravfältet består av ett 70-tal gravar i två områden. Ursprungligen har gravarna legat i ett enda långsträckt område, men trädgårdsarbeten har delat gravfältet på mitten i en södra och en norra del. Båda anläggningarna sträcker sig in i parken som omger Svalnäs. Inga arkeologiska utgrävningar har genomförts.
I söder ligger gravarna utmed ett smalt bergskrön som mäter 170 x 50 meter. Den största graven är en hög, som mäter 17 meter tvärsöver och har en höjd på nästan två meter. Ytterligare ett tiotal högar och tjugo runda stensättningar ligger under de gamla högvuxna ekarna. Här finns också en ovanlig rektangulär stensättning, 5 x 11 meter stor och med en halvmeterhög kantkedja av stenblock. Trots alla historiska förändringar tycks den södra delen vara förhållandevis orörd.
Den norra delen av Svalnäsgravfältet ligger nästan helt dolt under täta lövträd. Gravfältet mäter 120 x 110 meter. Det rymmer ytterligare 13 högar och 27 runda stensättningar. Gravfältets norra del är skadat av trädgårdsgångar.

## Bilder

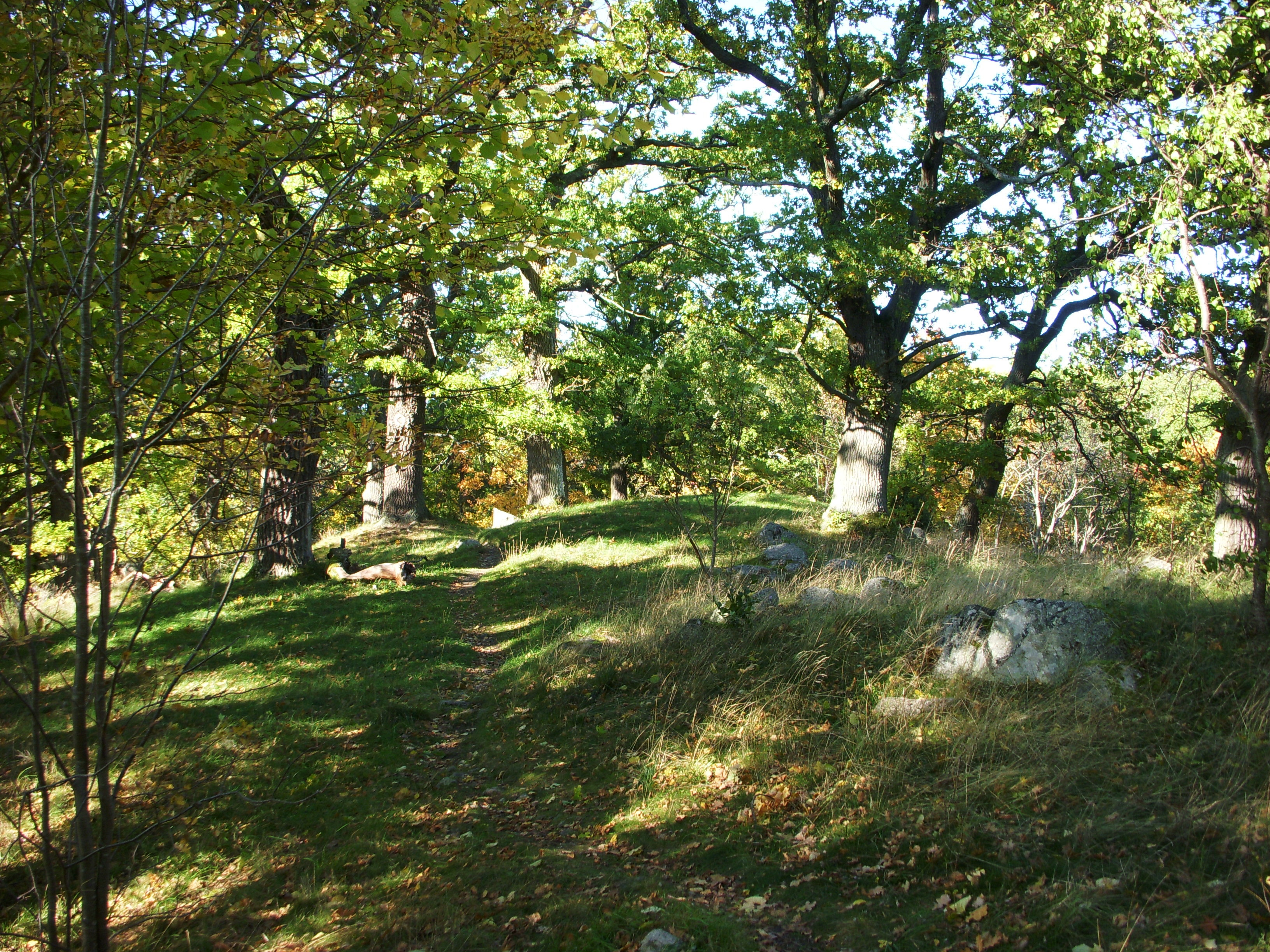
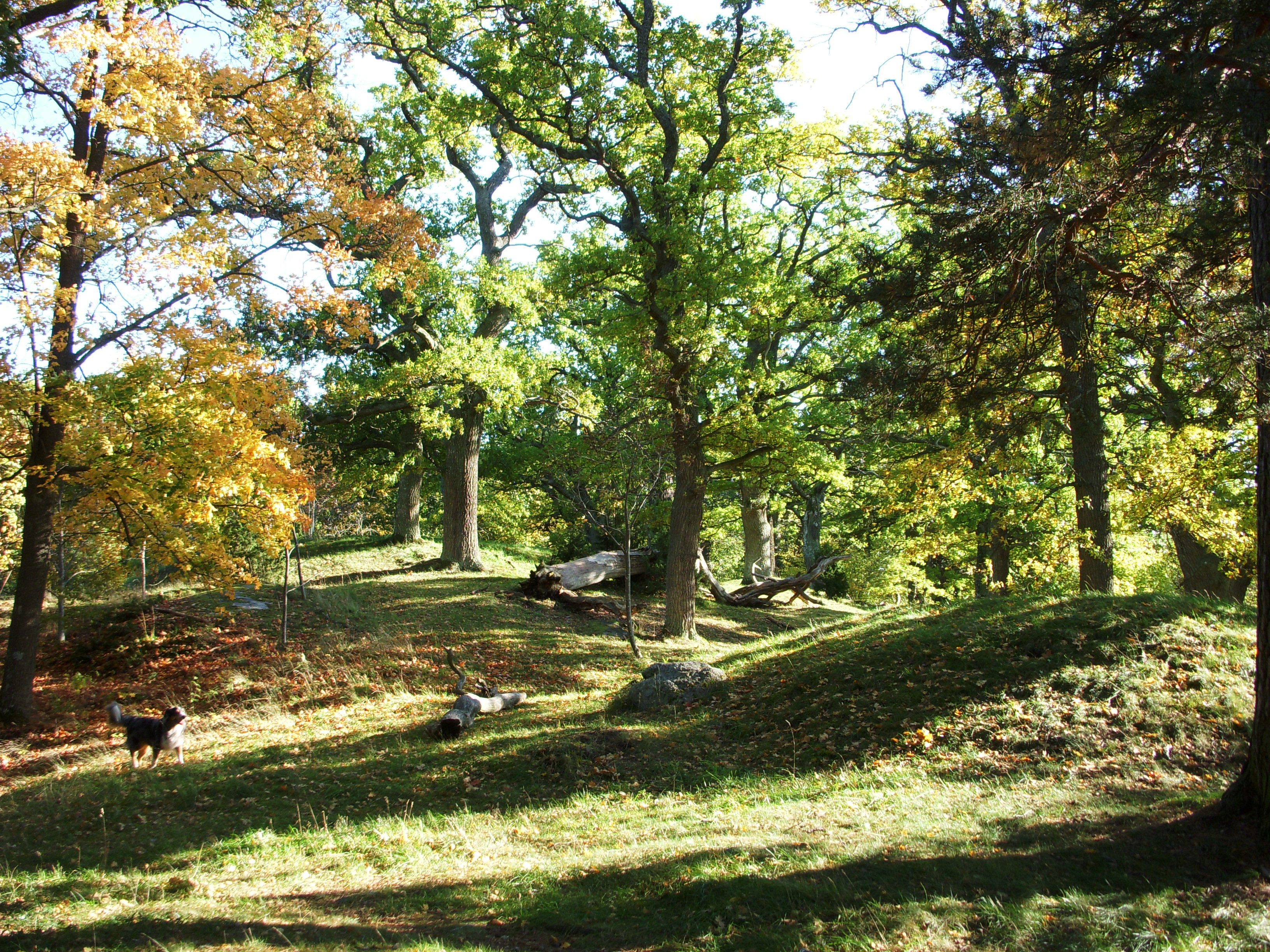
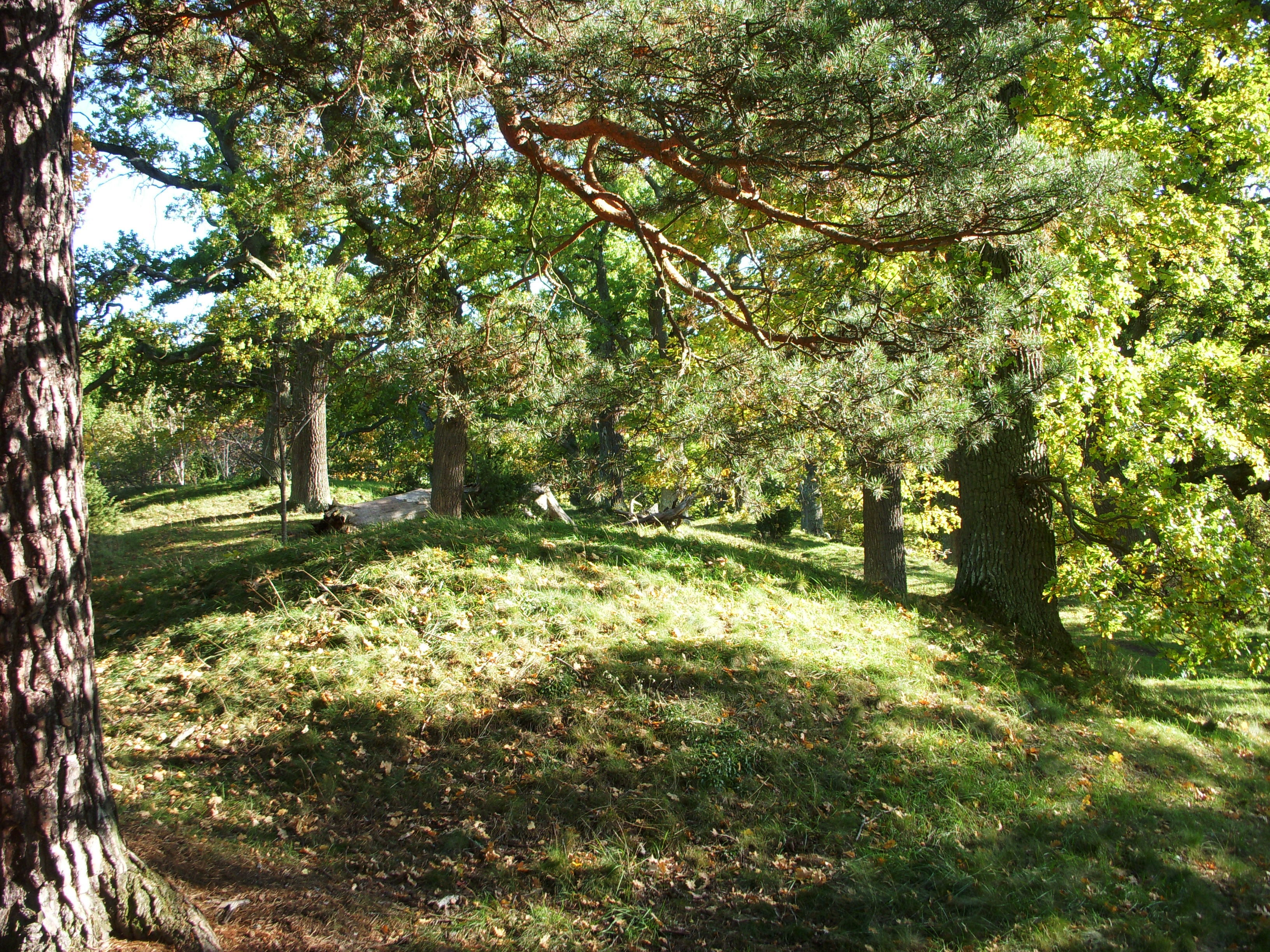
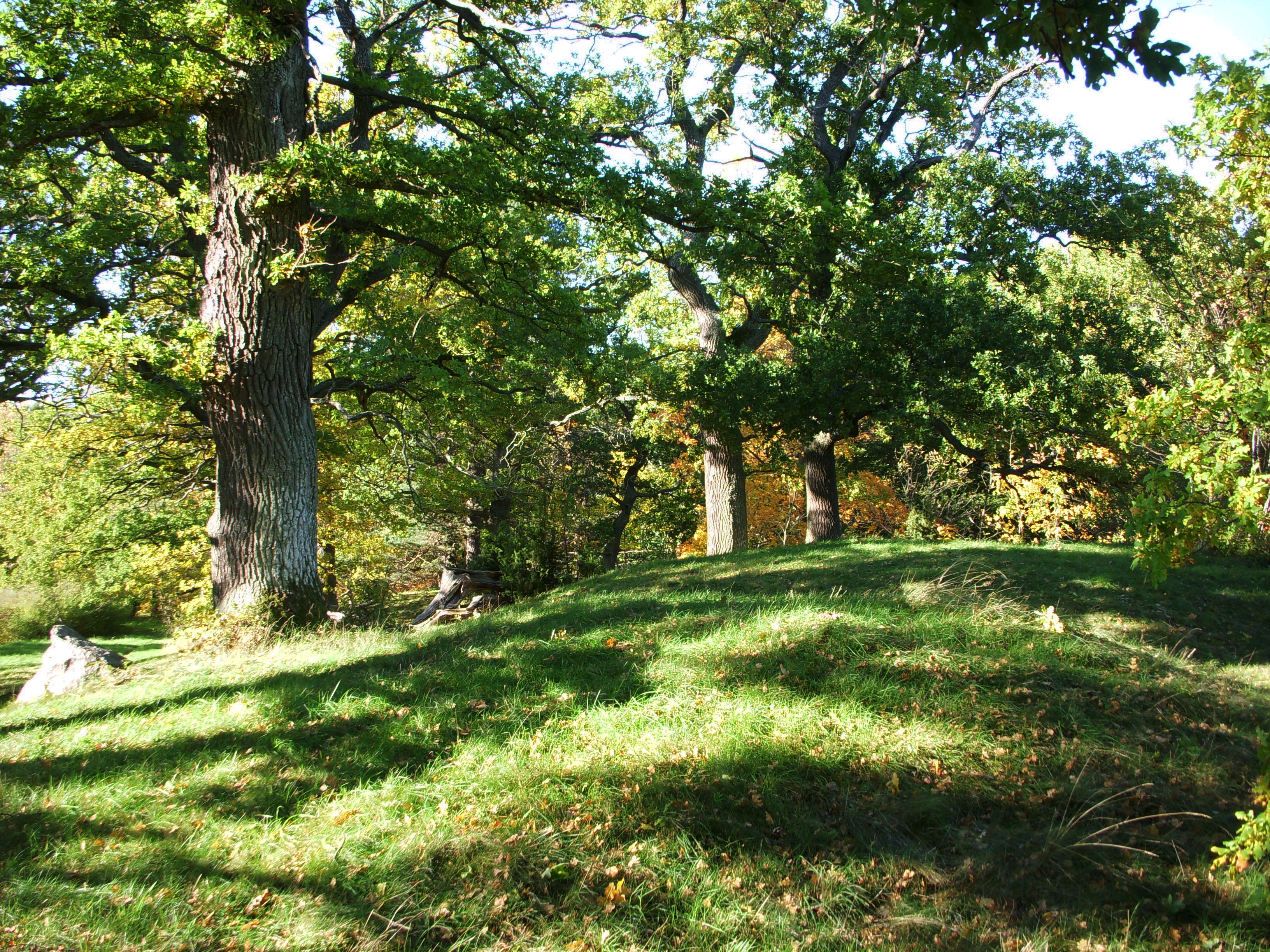